# Megkésett kitüntetés
A Megkésett kitüntetés (eredeti cím: The Last Full Measure) 2019-ben bemutatott amerikai háborús filmdráma, melyet Todd Robinson írt és rendezett. A főbb szerepekben Sebastian Stan, Christopher Plummer, William Hurt, Ed Harris, Samuel L. Jackson, Jeremy Irvine és Peter Fonda látható.
Ez volt Fonda utolsó filmes szereplése, a színész a film bemutatása előtt meghalt. Szintén ebben a filmben volt Plummer utolsó szereplése a mozivásznon, 2021-ben bekövetkezett halála előtt (bár a filmet a Tőrbe ejtve előtt forgatták, amelyet azonban korábban adtak ki).
A forgatás 2017 márciusában kezdődött Amerikában. A film premierje 2019 októberében volt a New York állambeli Westhampton Beachen. Az Amerikai Egyesült Államokban 2020. január 24-én mutatta be a Roadside Attractions, 20 millió dolláros költségvetéssel szemben csupán 3 millió dolláros bevételt hozott. Az eredeti cím Abraham Lincoln gettysburgi beszédéből származik, amelyben Lincoln tisztelgett az elesettek előtt.

## Cselekmény
A film William H. Pitsenbarger (becenevén PJ) amerikai hadsereg helikopteres mentőalakulatának igaz történetét meséli el, aki egymaga több mint hatvan embert mentett meg a vietnámi háború alatt. Egy 1966. április 11-i bevetés során felajánlották neki, hogy az utolsóként távozó helikopterrel elmenekülhet a harci zónából. Ő azonban maradt és önfeláldozó módon megmentette bajtársai életét az első gyaloghadosztályban.
Harminckét évvel később a Pentagon köztiszteletben álló alkalmazottját, Scott Huffmant bízzák meg azzal, hogy nyomozzon PJ legjobb barátjának és szüleinek megbízásából: posztumusz formában szeretnék neki megszerezni a Medal of Honort. Huffman ezért olyan veteránok tanúvallomásait keresi, akik szemtanúi voltak a Pitsenbarger által vállalt mentőakciónak – beleértve Takoda, Burr és Mott vallomásait, akiket még mindig kísértenek a szörnyű emlékek. Ahogy azonban Huffman egyre többet tud meg PJ hőstetteiről, rájön, hogy magas beosztású emberek megpróbálják eltitkolni, mi is történt valójában. Évek óta elutasítják a kitüntetés iránti kérelmet. Huffman mindent megtesz, hogy igazságot szolgáltasson PJ-nek, még akkor is, ha ez a pályafutása végét jelentheti.

## Szereplők
| Színész             | Szerep                  | Magyar hang     |
| ------------------- | ----------------------- | --------------- |
| Sebastian Stan      | Scott Huffman           | Szatory Dávid   |
| Christopher Plummer | Frank Pitsenbarger      | Barbinek Péter  |
| William Hurt        | Tom Tulley              | Rosta Sándor    |
| Ed Harris           | Ray Mott                | Kőszegi Ákos    |
| Samuel L. Jackson   | Billy Takoda            | Faragó András   |
| Peter Fonda         | Jimmy Burr              | Németh Gábor    |
| Jeremy Irvine       | William H. Pitsenbarger | Moser Károly    |
| Bradley Whitford    | Carlton Stanton         | Háda János      |
| John Savage         | Keeper                  | Bartók László   |
| Cody Walker         | Kepper fiatalon         | N/A             |
| Dale Dye            | Holt                    | Varga T. József |
| LisaGay Hamilton    | Celia O'Neal            | Makay Andrea    |
| Diane Ladd          | Alice Pitsenbarger      | Rátonyi Hajni   |
| Alison Sudol        | Tara Huffman            | Dögei Éva       |
| Amy Madigan         | Donna Burr              | Boldizsár Tünde |
| Linus Roache        | F. Whitten Peters       | Bozsó Péter     |

## A film készítése
A projekt elkészítése közel 20 évig tartott. Todd Robinson 1999-ben, egy másik film kapcsán szerzett először tudomást William H. Pitsenbarger történetéről.
Miután befejezték a forgatókönyvet, Robinson és Sherman folytatta a stúdió keresését. 2007-ben szerződést kötöttek a New Line Cinemával, de nem sokkal később a New Line-t eladták a Warner Bros.-nak, a projektet pedig törölték, és ismét finanszírozó nélkül maradt. Robinson és Sherman a következő évtizedet egy támogató felkutatásával töltötte és a gyártás végül 2017-ben kezdődött meg.
2016 májusában jelentették be, hogy Scott Eastwood és Ed Harris megkapta a főszerepet, Laurence Fishburne és Morgan Freeman pedig tárgyalásokat folytat a szereplésükről. 2017 márciusára Eastwood kiszállt a filmből, majd Samuel L. Jackson, Sebastian Stan, Christopher Plummer, William Hurt, Bradley Whitford, Michael Imperioli, Linus Roache, John Savage és Diane Ladd csatlakozott a stábhoz. A forgatás még abban a hónapban elkezdődött volna Atlanta és Costa Rica között. Grant Gustin és LisaGay Hamilton már a forgatás kezdetén megkapták a szereposztást, Amy Madigan és Peter Fonda pedig áprilisban került be szereplőgárdába. A filmet később Fonda emlékének szentelték.
A forgatás 2017 augusztusában fejeződött be Atlantában, és Thaiföldre költöztek, ahol Jeremy Irvine (aki Gustin helyettesítette a szerepében), Ethan Russell, Ser’Darius Blain, Cody Walker (Paul Walker öccse), Julian Adams, Tommy Hatto és Zach Roerig alakították a fiatal katonákat Vietnámban.

## Bemutató
A Roadside Attractions 2018 szeptemberében szerezte meg a film forgalmazási jogait, és 2019-ben mutatták be széles körben.
Világpremierje 2019. október 19-én volt a veteránok számára szervezett ingyenes vetítésen a New York állambeli Westhampton Beachen, majd 2020. január 24-én került az Egyesült Államokban a mozikba.

### Médiakiadás
A Lionsgate 2020. április 7-én digitálisan, április 21-én pedig DVD-n, Blu-rayen és Video on Demanden is megjelenítette a filmet.

## Fordítás
- Ez a szócikk részben vagy egészben  a   The Last Full Measure (2019 film) című angol Wikipédia-szócikk fordításán alapul.  Az eredeti cikk szerkesztőit annak laptörténete sorolja fel. Ez a jelzés csupán a megfogalmazás eredetét és a szerzői jogokat jelzi, nem szolgál a cikkben szereplő információk forrásmegjelöléseként.